# 佐々木健太 (ソムリエ)
佐々木 健太（ささき けんた）は、日本のワインソムリエ、起業家。北海道江別市出身。株式会社WINE TRAIL代表取締役。元・アカデミーデュヴァン講師、現・ホームワイン講師、ヴィノテラス講師。2021年度ワインスクール顧客動員数日本一のワイン講師。

## 略歴・人物
北海道江別市出身。21歳でソムリエ資格取得後、ワインを学ぶため渡仏。 南フランス・ニースにあるミシュラン一つ星のレストラン「Keisuke Matsushima」にて一年間研鑽を積む。その後、北海道代表として当時最年少で全日本最優秀ソムリエコンクールに出場。「フォーシーズンズホテル丸の内東京」や人気レストランで経験を積んだのち、ワインスクール「アカデミー・デュ・ヴァン」の講師として多くのソムリエを輩出する。実績が買われ、オンラインワインスクール「ヴィノテラス」の創設メンバーになる。2021年には教育×小瓶ワインのサブスクリプション「ホームワイン」をスタートさせる。株式会社WINE TRAILを創業し、自宅に届くワインスクール「ホームワイン」を手掛ける。

## 賞歴
- 2014年 第7回全日本最優秀ソムリエコンクール クォーターファイナリスト[1]
- 2016年 第5回J.S.A.ソムリエ・スカラシップ 優秀賞受賞[1]
- 2017年 第8回全日本最優秀ソムリエコンクール全国予選 予選通過[3]
- 2019年 第8回J.S.A.ソムリエ・スカラシップ New Zealand Wine Growers賞[4]
- 2019年 第1回ポメリー・ソムリエコンクール 第9位[5]
- 2019年 Wine of Portugal Japanese Sommelier of the Year 2019 第3位[6]
- 2020年 第9回全日本最優秀ソムリエコンクール全国予選 予選通過[7]